# 78a Mostra Internacional de Cinema de Venècia
La 78a Mostra Internacional de Cinema de Venècia es va celebrar de l'1 a l'11 de setembre de 2021. El director sud-coreà Bong Joon-ho va ser nomenat president del jurat, i és la primera vegada que un director sud-coreà és escollit com a màxim jurat del festival. Serena Rossi va presentar les cerinònies d'inauguració i de clausura. El Lleó d'Or fou atorgat a L'événement dirigida per Audrey Diwan.

## Jurat
Competició principal (Venezia 78)
- Bong Joon-ho, director i guionista de Corea del Sud (president del jurat)
- Saverio Costanzo, director i guionista italià
- Virginie Efira, actriu belga
- Cynthia Erivo, actriu i cantant britànica
- Sarah Gadon, actriu canadenca
- Alexander Nanau, director de documentals romaneso-alemany
- Chloé Zhao, directora i guionista xinesa

Orizzonti
- Jasmila Žbanić, directora bosnia (presidenta del jurat)
- Mona Fastvold, directora noruega
- Shahram Mokri, director iranià
- Josh Siegel, director del departament de cinema del MoMA
- Nadia Terranova, novel·lista italiana

Premi Luigi De Laurentiis a l'opera prima
- Uberto Pasolini, director i productor italià (president del jurat)
- Martin Schweighofer, crític de cinema austríac
- Amalia Ulman, artista visual argentina

## Selecció oficial

### En competició
Les següents pel·lícules van ser seleccionades per la principal competició internacional:
| Títol                                             | Director(s)                               | País de producció                                         |
| ------------------------------------------------- | ----------------------------------------- | --------------------------------------------------------- |
| America Latina                                    | Damiano D'Innocenzo and Fabio D'Innocenzo | Itàlia                                                    |
| Un autre monde                                    | Stéphane Brizé                            | França                                                    |
| La caja                                           | Lorenzo Vigas                             | Mèxic, Estats Units                                       |
| Kapitan Volkonogov bejal Капитан Волконогов бежал | Aleksei Txupov i Natalia Merkulova        | Rússia                                                    |
| The Card Counter                                  | Paul Schrader                             | Estats Units                                              |
| Freaks Out                                        | Gabriele Mainetti                         | Itàlia, Bèlgica                                           |
| È stata la mano di Dio                            | Paolo Sorrentino                          | Itàlia                                                    |
| L'événement                                       | Audrey Diwan                              | França                                                    |
| Il buco                                           | Michelangelo Frammartino                  | Itàlia, França, Alemanya                                  |
| Żeby nie było śladów                              | Jan P. Matuszyński                        | Polònia, França, Txèquia                                  |
| The Lost Daughter                                 | Maggie Gyllenhaal                         | Grècia, Estats Units                                      |
| Illusions perdues                                 | Xavier Giannoli                           | França                                                    |
| Mona Lisa and the Blood Moon                      | Ana Lily Amirpour                         | Estats Units                                              |
| Competencia oficial                               | Gastón Duprat i Mariano Cohn              | Espanya                                                   |
| On the Job: The Missing 8                         | Erik Matti                                | Filipines                                                 |
| Madres paralelas (pel·lícula inaugural)           | Pedro Almodóvar                           | Espanya                                                   |
| The Power of the Dog                              | Jane Campion                              | Regne Unit, Austràlia, Estats Units, Canadà, Nova Zelanda |
| Qui rido io                                       | Mario Martone                             | Itàlia, Espanya                                           |
| Reflection                                        | Valentin Vassianovitx                     | Ucraïna                                                   |
| Spencer                                           | Pablo Larraín                             | Estats Units, Regne Unit, Alemanya, Xile                  |
| Sundown                                           | Michel Franco                             | Mèxic, França, Suècia                                     |

Títol il·luminat/span> indica guanyador del Lleó d'Or.

### Fora de competició
Les següents pel·lícules foren seleccionades per ser projectades fora de competició:
| Ficció                                       | Ficció                         | Ficció                   | Ficció |
| Títol                                        | Director(s)                    | País de producció        |        |
| -------------------------------------------- | ------------------------------ | ------------------------ | ------ |
| Ariaferma                                    | Leonardo Di Costanzo           | Itàlia, Suïssa           |        |
| Dune                                         | Denis Villeneuve               | Estats Units             |        |
| Halloween Kills                              | David Gordon Green             | Estats Units             |        |
| Il Bambino Nascosto (pel·lícula de clausura) | Roberto Andò                   | Itàlia, França           |        |
| La Scuola Cattolica                          | Stefano Mordini                | Itàlia                   |        |
| The Last Duel                                | Ridley Scott                   | Regne Unit, Estats Units |        |
| Last Night in Soho                           | Edgar Wright                   | Regne Unit               |        |
| Les Choses Humaines                          | Yvan Attal                     | França                   |        |
| Old Henry                                    | Potsy Ponciroli                | Estats Units             |        |
| No ficció                                    |                                |                          |        |
| Títol                                        | Director(s)                    | País de producció        |        |
| Becoming Led Zeppelin                        | Bernard MacMahon               | Estats Units             |        |
| Deandré#Deandré Storio di un Impiegato       | Roberta Lena                   | Itàlia                   |        |
| Django & Django                              | Luca Rea                       | Itàlia                   |        |
| Ezio Bosso: Le cose che restano              | Giorgio Verdelli               | Itàlia                   |        |
| Hallelujah: Leonard Cohen, A Journey, A Song | Daniel Geller i Dayna Goldfine | Estats Units             |        |
| Life of Crime 1984-2020                      | Jon Alpert                     | Estats Units             |        |
| Republic of Silence                          | Diana El Jeiroudi              | França, Alemanya, Síria  |        |
| Tranchées                                    | Loup Bureau                    | França                   |        |
| Viaggio Nel Crepuscolo                       | Augusto Contento               | França, Itàlia           |        |
| Sèries                                       |                                |                          |        |
| Títol                                        | Director(s)                    | País de producció        |        |
| Scenes from a Marriage (episodis 1-5)        | Hagai Levi                     | Estats Units             |        |
| Curtmetratges                                |                                |                          |        |
| Títol                                        | Director(s)                    | País de producció        |        |
| Liang Ye Bu Neng Liu                         | Tsai Ming-liang                | Taiwan                   |        |
| Plastic Semiotic                             | Radu Jude                      | Romania                  |        |
| Sad Film                                     | Vasili                         | Myanmar, Països Baixos   |        |

### Orizzonti
Les següents pel·lícules foren seleccionades per la secció Orizzonti:
| En competició          | En competició        | En competició                                         | En competició |
| Títol                  | Director(s)          | País de producció                                     |               |
| ---------------------- | -------------------- | ----------------------------------------------------- | ------------- |
| Atlantide              | Yuri Ancarani        | Itàlia, França, Estats Units, Qatar                   |               |
| Miracol                | Bogdan George Apetri | Romania, Txèquia, Letònia                             |               |
| Piligrimai             | Laurynas Bareisa     | Lituània                                              |               |
| Il Paradiso del Pavone | Laura Bispuri        | Itàlia, Alemanya                                      |               |
| Pu Bu                  | Mong-hong Chung      | Taiwan                                                |               |
| El Hoyo en la Cerca    | Joaquín del Paso     | Mèxic, Polònia                                        |               |
| Amira                  | Mohamed Diab         | Egipte, Jordània, Emirats Àrabs Units, Aràbia Saudita |               |
| À Plein Temps          | Eric Gravel          | França                                                |               |
| Cenzorka               | Peter Kerekes        | Eslovàquia, Txèquia, Ucraïna                          |               |
| Vera Andrron Detin     | Kaltrina Krasniqi    | Kosovo, Albània, Macedònia del Nord                   |               |
| Les Promesses          | Thomas Kruithof      | França                                                |               |
| Bodeng Sar             | Kavich Neang         | Cambodja, França, R.P. de la Xina, Qatar              |               |
| Wela                   | Jakrawal Nilthamrong | Tailàndia, França, Països Baixos, Singapur, Alemanya  |               |
| El Otro Tom            | Rodrigo Plá          | Mèxic, Estats Units                                   |               |
| El Gran Movimiento     | Kiro Russo           | Bolívia, França, Qatar, Suïssa                        |               |
| Aditya Vikram Sengupta |                      | Índia, França, Noruega                                |               |
| Hocopir                | Oleh Sentsov         | Ucraïna, Polònia, Alemanya                            |               |
| True Things            | Harry Wootliff       | Regne Unit                                            |               |
| Inu-Oh                 | Masaaki Yuasa        | Japó, R.P. de la Xina                                 |               |

## Premis

### Secció oficial
En Competició
- Lleó d'Or: L'événement d'Audrey Diwan
- Gran Premi del Jurat: È stata la mano di Dio de Paolo Sorrentino
- Lleó d'Argent: The Power of the Dog de Jane Campion
- Copa Volpi per la millor interpretació femenina: Penélope Cruz per Madres paralelas
- Copa Volpi per la millor interpretació masculina: John Arcilla per On the Job: The Missing 8
- Osella d'Or al millor guió: The Lost Daughter de Maggie Gyllenhaal
- Premi Especial del Jurat: Il buco de Michelangelo Frammartino
- Premi Marcello Mastroianni: Filippo Scotti per È stata la mano di Dio

Horitzons (Orizzonti)
- Millor pel·lícula: Piligrimai de Laurynas Bareisa
- Millor director: Full Time d’Eric Gravel
- Special Jury Prize: El Gran Movimiento de Kiro Russo
- Millor actriu: Laure Calamy per À Plein Temps
- Millor actor: Piseth Chhun per Bodeng Sar
- Millor guió: Cenzorka per Peter Kerekes
- Millor curtmetratge: The Bones de Cristóbal León i Joaquín Cociña
- Premi de l’Audiència Armani Beauty: The Blind Man Who Did Not Want to See Titanic de Teemu Nikki

Lleó del futur
- Premi Luigi De Laurentiis per una pel·lícula de debut: Imaculat de George Chiper-Lillemark i Monica Stan

### Seccions autònomes
Es van concedir els següents premis col·laterals a pel·lícules de les seccions autònomes:
Setmana Internacional de la crítica de Venècia
- Gran Prwmo: Zalava d’Arsalan Amiri
- Mario Serandrei: They Carry Death de Samuel M. Delgado i Helena Girón
- Millor curtmetratge: Inchei de Federico Demattè
- Millor director: Inchei de Federico Demattè
- Millor contribució tècnica: L'Incanto de Chiara Caterina

### Altres premis col·laterals
Els següents premis col·laterals foren concedits a pel·lícules de la secció oficial:
- Premi Arca CinemaGiovani 
  - Millor pel·lícula iatliana: È stata la mano di Dio de Paolo Sorrentino
  - Millor pel·lícula Venezia 78: L'événement de Audrey Diwan
- Premi autors de menys de 40 
  - Millor director: Vera Andrron Detin de Kaltrina Krasniqi
  - Millor guió: Imaculat de George Chiper-Lillemark i Monica Stan
- Premi BNL Gruppo BNP Paribas People's Choice: Deserto Particular d’Aly Muritiba
- Premi Brian: L'événement d'Audrey Diwan
- Casa Wabi – Mantarraya Award: Imaculat de George Chiper-Lillemark and Monica Stan
- Premi CICT - UNESCO "Enrico Fulchignoni": Amira de Mohamed Diab
- Premi Edipo Re:
  - Al Garib d’Amer Fakher Eldin
  - Vera Andrron Detin de Kaltrina Krasniqi
- Premi Europa Cinemas Label: Californie d’Alessandro Cassigoli i Casey Kauffman
- Premi Fanheart3 
  - Graffetta d'Oro a la Millor pel·lícula: Freaks Out de Gabriele Mainetti
  - Nave d'Argento for Best OTP: Mona Lisa and the Blood Moon d'Ana Lily Amirpour
  - VR Fan Experience: Knot: A Trilogy de Glen Neath i David Rosenberg
  - Menció especial: Old Henry de Potsy Ponciroli
- Premi FEDIC Il buco de Michelangelo Frammartino

Menció especial: La Ragazza Ha Volato de Wilma Labate
- Premi FIPRESCI:
  - Millor pel·lícula (competició principal): L'événement d'Audrey Diwan
  - Millor pel·lícula (altres seccions): Zalava d’Arsalan Amiri
- Premi Fondazione Mimmo Rotella: Mario Martone i Toni Servillo per Qui rido io
- Premi Francesco Pasinetti 
  - Millor pel·lícula: È stata la mano di Dio de Paolo Sorrentino
  - Millor actor:
    - Leonardo Di Costanzo per Ariaferma
    - Toni Servillo per È stata la mano di Dio i Qui rido io

  - Millor actriu: Teresa Saponangelo per È stata la mano di Dio
- GdA Director's Award: Imaculat per George Chiper-Lillemark i Monica Stan
- Green Drop Award: Il buco de Michelangelo Frammartino
- Leoncino d'Oro Award: Freaks Out per Gabriele Mainetti
- Lizzani Award: Freaks Out per Gabriele Mainetti
- Premio Fondazione Fai Persona Lavoro Ambiente: El Gran Movimiento per Kiro Russo

Menció especial: Costa Brava d’Mounia Akl (tractament de temes mediambientals)
Menció especial: 7 Prisioneiros per Alexandre Moratto (tractament de temes laborals)
Menció especial: À Plein Temps per Eric Gravel (tractament de relacions laborals)
- PREMI NUOVOIMAIE TALENT 
  - Millor nou jove actor: Filippo Scotti per È stata la mano di Dio
  - Millor nova jove actriu: Aurora Giovinazzo per Freaks Out
- Premi La Pellicola d'Oro 
  - Millor efectes visuals: Maurizio Corridori per Freaks Out
  - Millor gaffer: Loris Felici per Freaks Out
  - Millor operador de càmera: Luca Massa per Il buco
  - Millor sastre de vestuari: Tirelli per Qui rido io
- Premio Soundtrack Stars 
  - Millor banda sonora: Freaks Out de Gabriele Mainetti

Menció especial: Mona Lisa and the Blood Moon de Ana Lily Amirpour
- - Premi a una vida: Ornella Vanoni
- Premi UNIMED: È stata la mano di Dio de Paolo Sorrentino
- Premi Fair Play al Cinema - Vivere da Sportivi: Il buco de Michelangelo Frammartino

Menció especial: The Card Counter de Paul Schrader
- Lleó Queer: The Last Chapter de Gianluca Matarrese
- Premi RB Casting: Aurora Giovinazzo per Freaks Out
- Premi Sfera 1932: La caja per Lorenzo Vigas
- Premi SIGNIS: Un autre monde de Stéphane Brizé

Menció especial: È stata la mano di Dio de Paolo Sorrentino
- Premi Smithers Foundation Award "Ambassador of Hope": Life of Crime 1984-2020 de Jon Alpert
- “Premi Sorriso Diverso Venezia” XI edició
  - Millor pel·lícula italiana: Freaks Out de Gabriele Mainetti
  - Millor pel·lícula estrangera: 7 Prisoneiros d’Alexandre Moratto
- 10è Premi INTERFILM per promoure el diàleg interreligiós: Amira de Mohamed Diab
- Premi Verona Film Club: Erasing Frank de Gàbor Fabricius

### Premis especials
- Lleó d'Or a tota una vida: Roberto Benigni[15] i Jamie Lee Curtis[16]